# Powiat przysuski

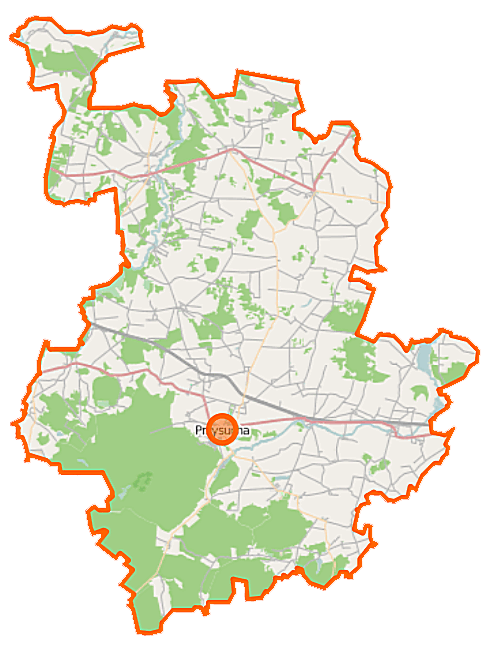
Mapa powiatu

Powiat przysuski – powiat w Polsce, w południowo-zachodniej części województwa mazowieckiego, reaktywowany w 1999 roku w ramach reformy administracyjnej. Jego siedzibą jest miasto Przysucha.
Według danych z 31 grudnia 2019 roku powiat zamieszkiwało 41 455 osób. Natomiast według danych z 30 czerwca 2020 roku powiat zamieszkiwało 41 360 osób.

## Podział administracyjny
W skład powiatu wchodzą:
- gminy miejsko-wiejskie: Gielniów, Odrzywół, Przysucha
- gminy wiejskie: Borkowice, Klwów, Potworów, Rusinów, Wieniawa
- miasta: Gielniów, Odrzywół, Przysucha

## Historia
Powiat przysuski został powołany dnia 1 stycznia 1956 roku w województwie kieleckim, czyli 15 miesięcy po wprowadzeniu gromad w miejsce dotychczasowych gmin (29 września 1954) jako podstawowych jednostek administracyjnych PRL. Na powiat przysuski złożyło się 27 gromad, które wyłączono z trzech ościennych powiatów w tymże województwie:
- z powiatu koneckiego:
  - gromady Borkowice, Ninków, Ruski Bród, Rzuców i Stefanków
- z powiatu opoczyńskiego[5]:
  - gromady Bieliny, Domaszno, Gielniów, Gliniec, Goździków, Kozłowiec, Nieznamierowice, Przystałowice, Przysucha, Rusinów, Sady, Skrzynno, Skrzyńsko, Smogorzów i Sulgostów
- z powiatu radomskiego:
  - gromady Brudnów, Goszczewice, Grabowa, Potworów, Wieniawa, Wir i Żuków

Na uwagę zasługuje fakt, iż w momencie utworzenia powiatu przysuskiego jego stolica była wsią; prawa miejskie, które Przysucha utraciła w 1870 roku, zostały jej ponownie przyznane dopiero 1 stycznia 1958 roku.
1 lipca 1956 roku z powiatu przysuskiego wyłączono gromadę Domaszno i włączono ją z powrotem do powiatu opoczyńskiego. 31 grudnia 1961 roku z powiatu opoczyńskiego wyłączono gromadę Klwów i włączono ją do powiatu przysuskiego.
1 stycznia 1973 roku zniesiono gromady i osiedla, a w ich miejsce reaktywowano gminy. Powiat przysuski podzielono na 1 miasto i 7 gmin:
- miasto Przysucha
- gminy Borkowice, Gielniów, Klwów, Potworów, Przysucha, Rusinów i Wieniawa

Po reformie administracyjnej obowiązującej od 1 czerwca 1975 roku całe terytorium zniesionego powiatu przysuskiego weszło w skład nowo utworzonego województwa radomskiego.
1 stycznia 1992 roku miasto Przysucha i gminę wiejską Przysucha połączono we wspólną gminę miejsko-wiejską. 1 lipca 1994 roku z gminy Potworów wyłączono wsie Beźnik i Dębiny (bez przysiółka Jamki) i włączono je do gminy Przysucha.
Wraz z reformą administracyjną z 1999 roku w nowym województwie mazowieckim przywrócono powiat przysuski. W porównaniu z obszarem z 1975 roku został on zwiększony o gminę Odrzywół (będącą w latach 1973–75 w powiecie opoczyńskim w województwie kieleckim, a następnie w województwie radomskim), tworzącą specyficzny wyskok w północno-zachodniej części powiatu.
1 lipca 2002 roku z gminy Klwów wyłączono wieś Jelonek i włączono ją do gminy Odrzywół.
W porównaniu z obszarem z 1956 roku, obszar dawnej gromady Stefanków leży obecnie w powiecie szydłowieckim, gromady Goszczewice w powiecie radomskim, a gromady Domaszno na terenie powiatu opoczyńskiego (województwo łódzkie) – pozostałe są ponownie w powiecie przysuskim.

## Demografia
Liczba ludności (dane z 30 czerwca 2005):
|        | Ogółem | Ogółem | Kobiety | Kobiety | Mężczyźni | Mężczyźni |
| osób   | %      | osób   | %       | osób    | %         |           |
| ------ | ------ | ------ | ------- | ------- | --------- | --------- |
| Ogółem | 43 937 | 100    | 22 175  | 50,47   | 21 762    | 49,53     |
| Miasto | 6213   | 14,14  | 3212    | 7,31    | 3001      | 6,83      |
| Wieś   | 37 724 | 85,86  | 18 963  | 43,16   | 18 761    | 42,70     |

▶Wieś vs ▶miasto
Ogółem (▶k, ▶m)
Miasto (▶k, ▶m)
Wieś (▶k, ▶m)
W 2011 r. w Przysusze mieszkało 6248 osób, a w 2012 liczba ludności zmniejszyła się i wynosiła 6236.

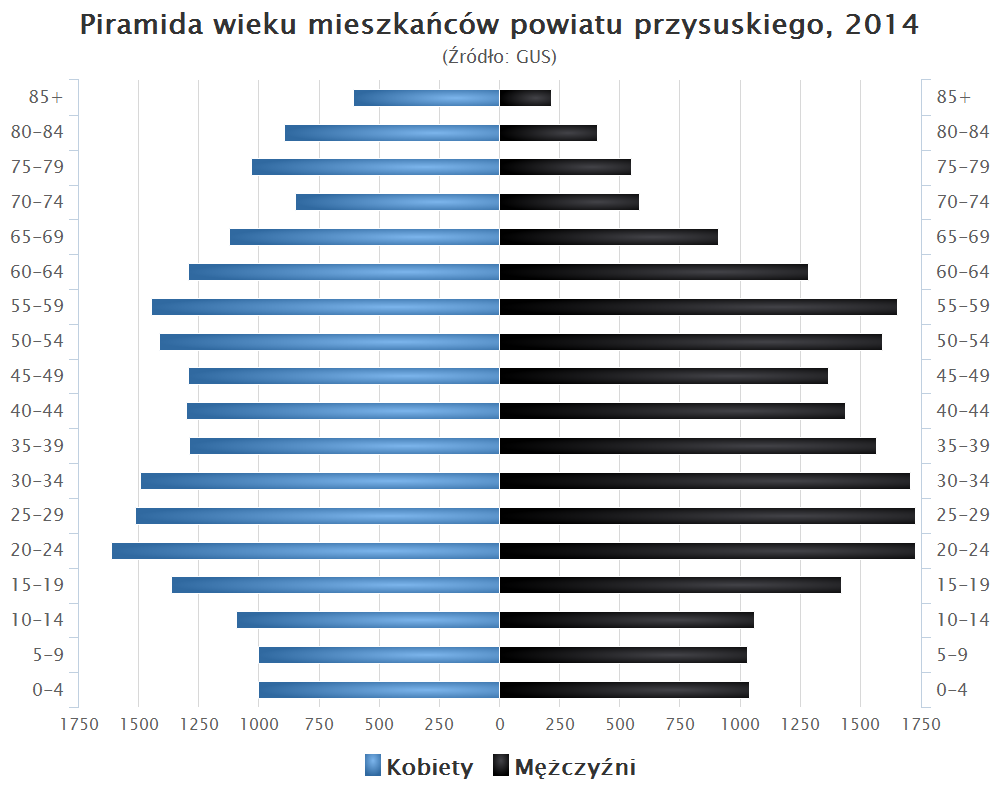
Piramida wieku mieszkańców powiatu przysuskiego w 2014 roku

## Sąsiednie powiaty
- powiat grójecki
- powiat białobrzeski
- powiat radomski
- powiat szydłowiecki
- powiat opoczyński (łódzkie)
- powiat tomaszowski (łódzkie)
- powiat konecki (świętokrzyskie)